# Saropogon monachus
Saropogon monachus är en tvåvingeart som beskrevs av Emile Janssens 1960. Saropogon monachus ingår i släktet Saropogon och familjen rovflugor. Inga underarter finns listade i Catalogue of Life.